# Aulus Junius Pastor Lucius Caesennius Sospes
Aulus Junius Pastor Lucius Caesennius Sospes (fl. 163) est un homme politique de l'Empire romain.

## Biographie
Sa carrière est connue grâce à plusieurs inscriptions. Il est légat du proconsul d'Asie, puis après sa préture, légat de la légion XXII primigenia, puis gouverneur d'Aquitaine avant son consulat.
Il est consul en 163 avec pour collègue Marcus Pontius Laelianus.

## Famille
Il est le fils de Publius Junius Pastor, sénateur de Patuvium. Par sa mère, Caesennia, il est le petit-fils de Lucius Caesennius Sospes. On connait son épouse, Dignilla, grâce à la tombe d'un jeune esclave de celle-ci,.